# Autorité européenne du travail
L'Autorité européenne du travail est une agence de l'Union européenne spécialisée dans le domaine du travail transfrontalier. À terme l'agence doit disposer de 150 salariés pour un budget de 50 millions d'euros. Son siège est situé à Bratislava.

## Histoire
L'idée d'une agence spécialisée sur la question du travail transfrontalier est apparue en septembre 2017, lors d'un discours de Jean-Claude Juncker. En mars 2018, la Commission européenne a proposé officiellement la création d'une telle agence. En avril 2019, le Parlement européen et le Conseil européen ont validé la création de l'agence.
L'agence doit démarrer ses activités en octobre 2019.